# National Paralympic Committee of Rwanda
Das National Paralympic Committee of Rwanda, kurz NPC Rwanda, ist das Nationale Paralympische Komitee Ruandas. Präsident des Komitees ist seit März 2017 Jean-Baptiste Murema.

## Geschichte
Ruanda gab sein Debüt bei den Paralympischen Sommerspielen 2000 in Sydney mit dem Schwimmer und Kriegsversehrten César Rwagasana. Das Nationale Olympische Komitee Ruandas wurde am 1. November 2001 von dem Tutsi Dominique Bizimana gegründet, der seinen linken Unterschenkel ebenfalls während des Völkermords von 1994 verloren hatte. Im Völkermord wurden von der Bevölkerungsmehrheit der Hutu innerhalb von drei Monaten etwa 800.000 bis eine Million Menschen, vorwiegend Tutsi, getötet. Auf der Suche nach Sponsoren arbeitete Bizimana jedoch mit dem Hutu Jean Rukundo zusammen, der selbst durch eine Landmine ein Bein verlor – eine Kooperation, die die Wiederannäherung und Versöhnungspolitik nach dem Völkermord widerspiegelt. Möglich wurde die Gründung des NPC Rwanda schließlich insbesondere durch Finanzmittel von Rheinland-Pfalz, das seit 1982 eine Partnerschaft mit Ruanda führt. Das Komitee betreute zunächst nur Menschen mit körperlichen Behinderungen, später wurden auch Sehbehinderte und geistig Behinderte einbezogen. Die erste und nach Stand der Paralympischen Spiele 2024 einzige Medaille Ruandas gewann 2004 Jean de Dieu Nkundabera im 800-Meter-Lauf der Startklasse T46. 2006 fand in Kigali die erste Sitzball-Weltmeisterschaft statt, an der neben Ruanda Mannschaften aus Burundi, Uganda, Deutschland und der Schweiz teilnahmen. 2012 qualifizierte sich erstmals eine Sitzvolleyball-Mannschaft aus Ruanda für die Paralympics, in der sich auch Bizimana, Rukundo und andere Kriegsversehrte befanden. Daraufhin wurde auch eine Frauenmannschaft gebildet, die sich im Gegensatz zu den Männern für die Paralympics 2016, 2020 und 2024 qualifizieren konnte. Sowohl die Männer- als auch die Frauennationalmannschaft hatten sich jeweils als erste Sitzvolleyballmannschaften aus Subsahara-Afrika für die Paralympischen Spiele qualifiziert. 2023 nahm Ruanda an den ersten Para-Afrikaspielen teil. Es schickte eine Mannschaft, die im Amputiertenfußball antrat.
Nach dem Zensus von 2022 des National Institute of Statistics of Rwanda leben in Ruanda 391.775 Menschen mit Behinderung (174.949 Männer und 216.826 Frauen), die 3,4 % der Gesamtbevölkerung ausmachen. 31 % dieser sind sehbehindert, 24 % körperlich und 14 % geistig behindert.

## Organisation
Das NPC Rwanda ist Mitglied des Internationalen Paralympischen Komitees (IPC), des Afrikanischen Paralympischen Komitees, der World ParaVolley und Gründungsmitglied der National Union of Disability Organizations in Rwanda (NUDOR, deutsch „Nationale Union der Behindertenorganisationen in Ruanda“).

### Vorstand
| Amtszeit        | Präsident            | Generalsekretär     | Belege       |
| --------------- | -------------------- | ------------------- | ------------ |
| 2005–03/2013    | Dominique Bizimana   | Celestin Nzeyimana  | [ 18 ]       |
| 03/2013–03/2017 | Celestin Nzeyimana   | Eric Karasira       | [ 18 ] [ 4 ] |
| ab 03/2017      | Jean-Baptiste Murema | Dieudonne Mutangana | [ 4 ]        |

### Mitglieder
Zum Zeitpunkt der Gründung des Nationalen Paralympischen Komitees Ruandas zählte dieses lediglich drei Mitgliedsvereine. Stand 2024 sind es über 30, darunter vier nationale Sportverbände und 30 Paralympische Komitees auf Distriktebene.

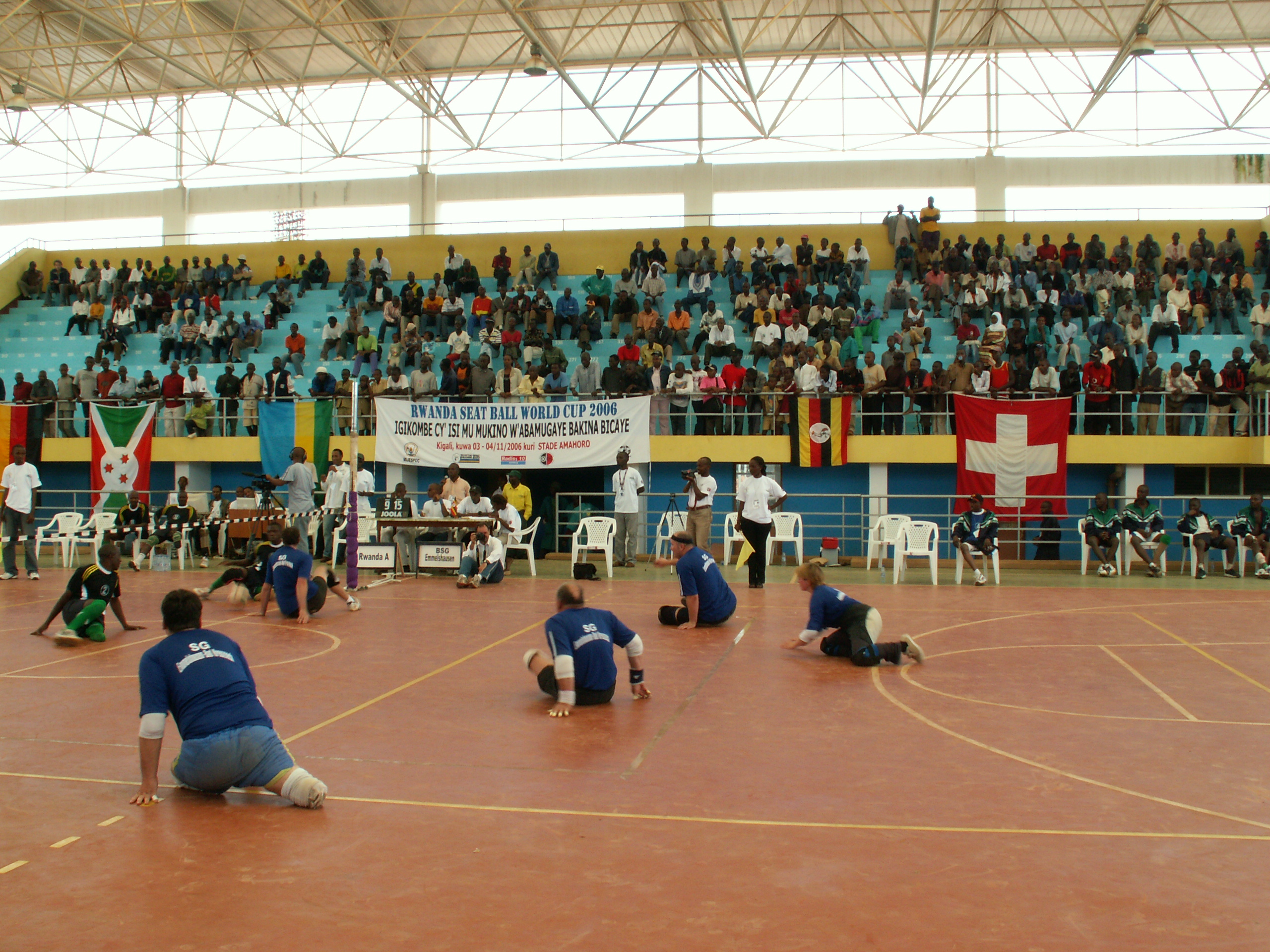
Spielszene beim ersten Seatball Worldcup, der 2006 in der ruandischen Hauptstadt Kigali stattfand

Zu den praktizierten Sportarten zählen:
- Amputiertenfußball
- Bankdrücken
- Boccia
- Goalball
- Leichtathletik
- Rollstuhlbasketball
- Sitzball
- Sitzvolleyball

## Medaillenspiegel

### Paralympische Sommerspiele
| Spiele | Ort            | Teilnehmer | Teilnehmer | Teilnehmer | Goldmedaille | Silbermedaille | Bronzemedaille |
| Spiele | Ort            | Gesamt     | Männer     | Frauen     | Goldmedaille | Silbermedaille | Bronzemedaille |
| ------ | -------------- | ---------- | ---------- | ---------- | ------------ | -------------- | -------------- |
| 2000   | Sydney         | 1          | 1          | 0          | 0            | 0              | 0              |
| 2004   | Athen          | 2          | 1          | 1          | 0            | 0              | 1              |
| 2008   | Peking         | 1          | 1          | 0          | 0            | 0              | 0              |
| 2012   | London         | 14         | 14         | 0          | 0            | 0              | 0              |
| 2016   | Rio de Janeiro | 13         | 1          | 12         | 0            | 0              | 0              |
| 2020   | Tokio          | 14         | 1          | 13         | 0            | 0              | 0              |
| 2024   | Paris          | 15         | 1          | 14         | 0            | 0              | 0              |
| Summe  | Summe          | 60         | 20         | 40         | 0            | 0              | 1              |

### Para-Afrikaspiele
| Spiele | Ort   | Teilnehmer | Gold | Silber | Bronze |
| ------ | ----- | ---------- | ---- | ------ | ------ |
| 2023   | Accra |            | 0    | 0      | 0      |
| Summe  | Summe |            | 0    | 0      | 0      |